# Sharur (raion)
Sharur (en azéri Şərur) est l'une des 78 subdivisions de l'Azerbaïdjan ; elle fait partie de l'exclave de Nakhitchevan. Sa capitale se nomme Sharur.